# Kintampo (Ghana)
Pour les articles homonymes, voir Kintampo (homonymie).
Kintampo est une ville du centre du Ghana située dans la région de Brong Ahafo. Elle est depuis 2003 le chef-lieu du district de Kintampo nord, après avoir été celui de l'ancien district de Kintampo.

## Histoire

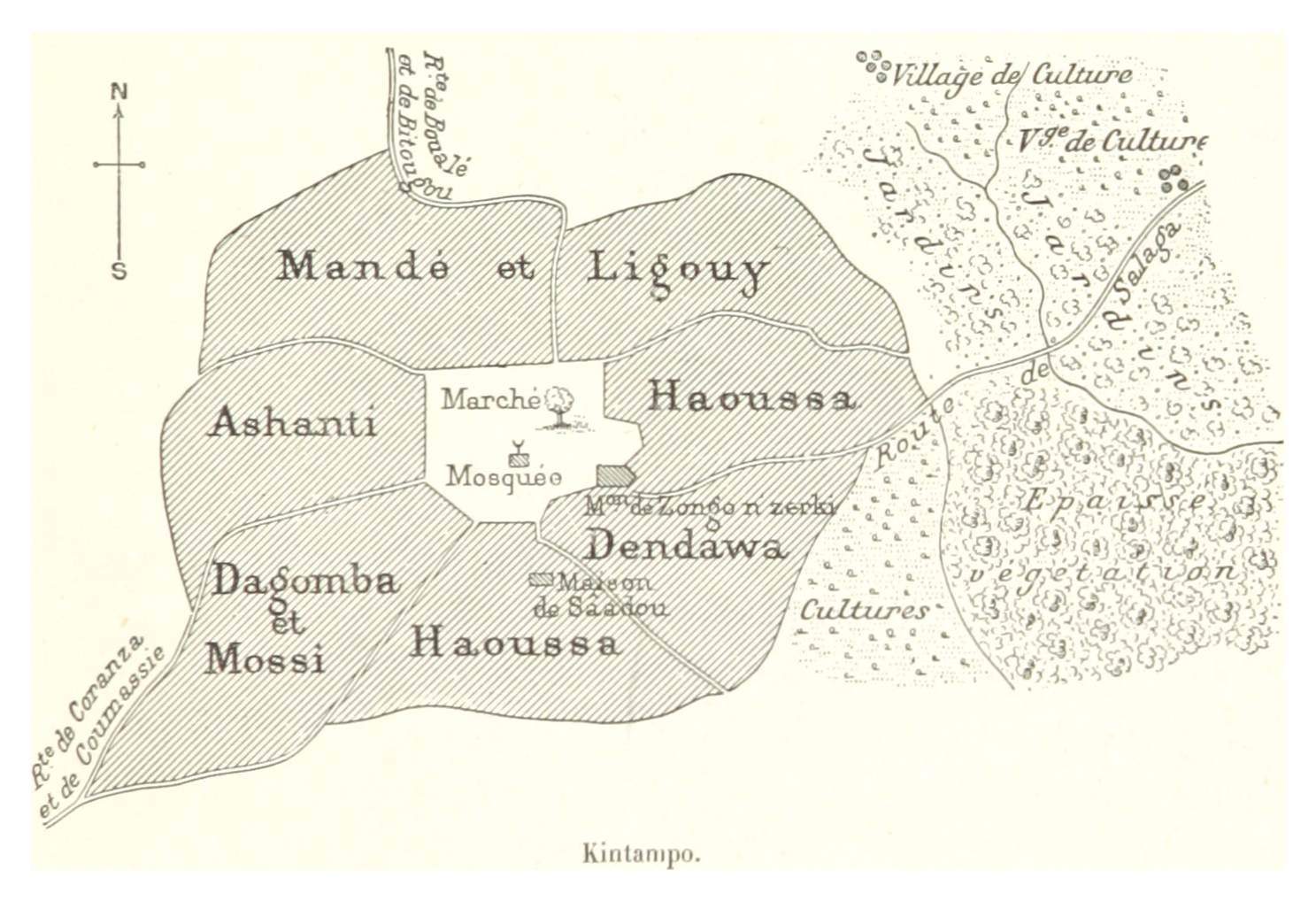
Plan de Kintampo extrait de L-G. Binger, Du Niger au golfe de Guinée, vol. 2, Hachette, 1892, p. 137

L'explorateur français Louis-Gustave Binger l'atteint le mercredi 21 novembre 1888. Il y est accueilli très aimablement par l'homme le plus riche de la ville, Sâadou, qui n'en est pas pour autant le chef. Binger précise que le nom du chef est alors Mahama mais que son « pouvoir est très limité et ne s'exerce pour ainsi dire que sur ses compatriotes haoussa... ». Binger décrit ensuite la ville et ses différents quartiers. Il revient sur les explorateurs qui l'ont précédé : « Kintampo, qui figure déjà dans les itinéraires rapportés par Bowdich et Dupuis sous le nom de Kantano, ne devait être à cette époque qu'un misérable village achanti où quelques Ligouy ou Mandé de Boualé venaient s'approvisionner en kolas ». 
Binger admire la propreté de la ville et son organisation : « Les habitations sont disséminées et chaque propriété est délimitée par des haies en pourguère ou des clôtures en tiges de mil qui englobent quelques jardinets où poussent papayers et bananiers ». Plus loin, il décrit les types d'habitation et estime la population à 3 000 habitants.
Binger laisse une longue description de la végétation (« J'ai déjà dit combien la végétation qui couvre les abords de Kintampo était luxuriante. Entre les mains d'Européens, ce village au bout d'un an pourrait devenir le lieu le plus charmant que l'on puisse rêver. (p. 140) ») et des cultures qui entourent le village puis du marché et des commerces qui y sont pratiqués. Il quitte le village le lundi 26 novembre 1888.

## Galerie

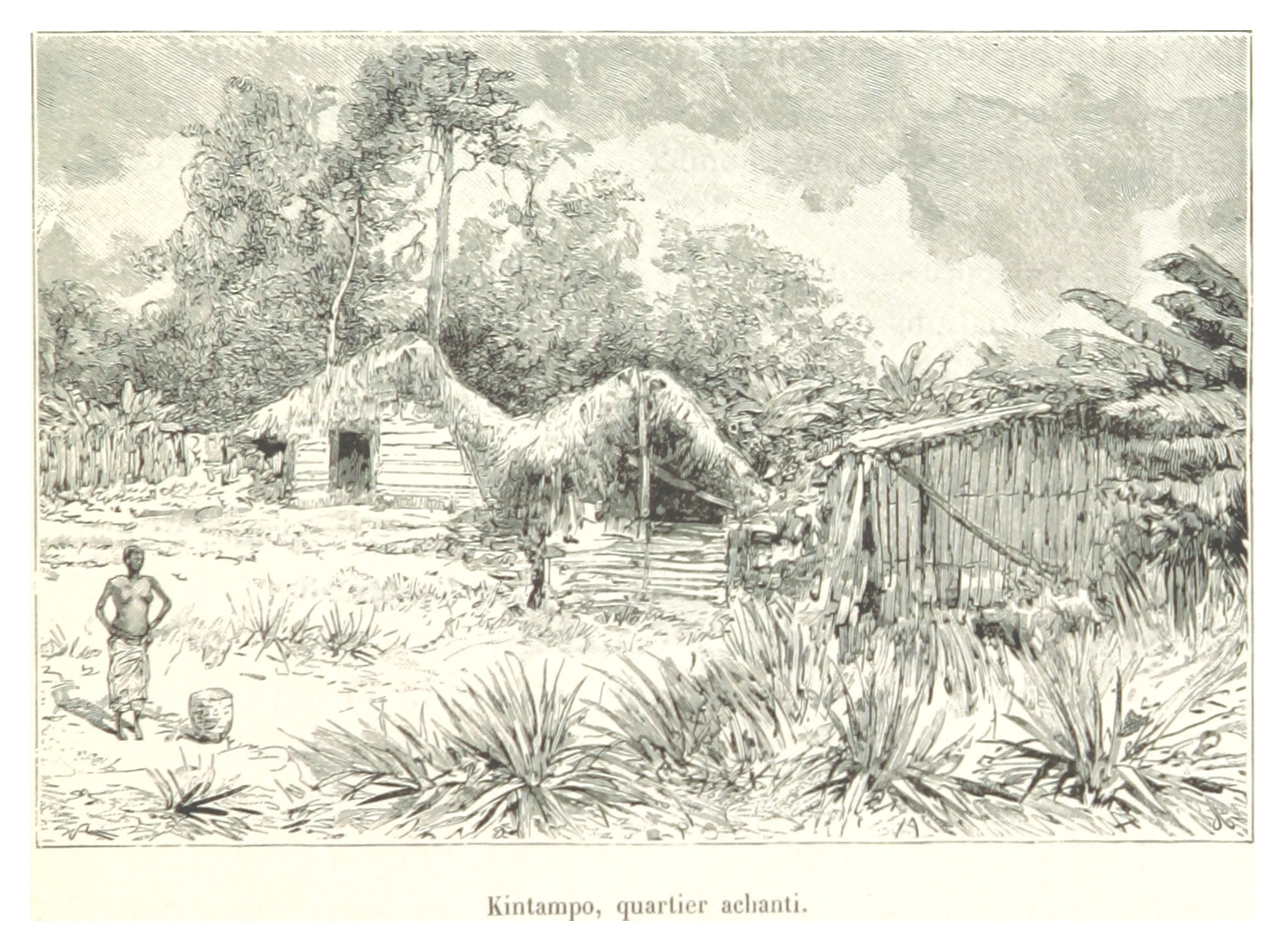
Kintampo, quartier achanti (Binger, p. 141)
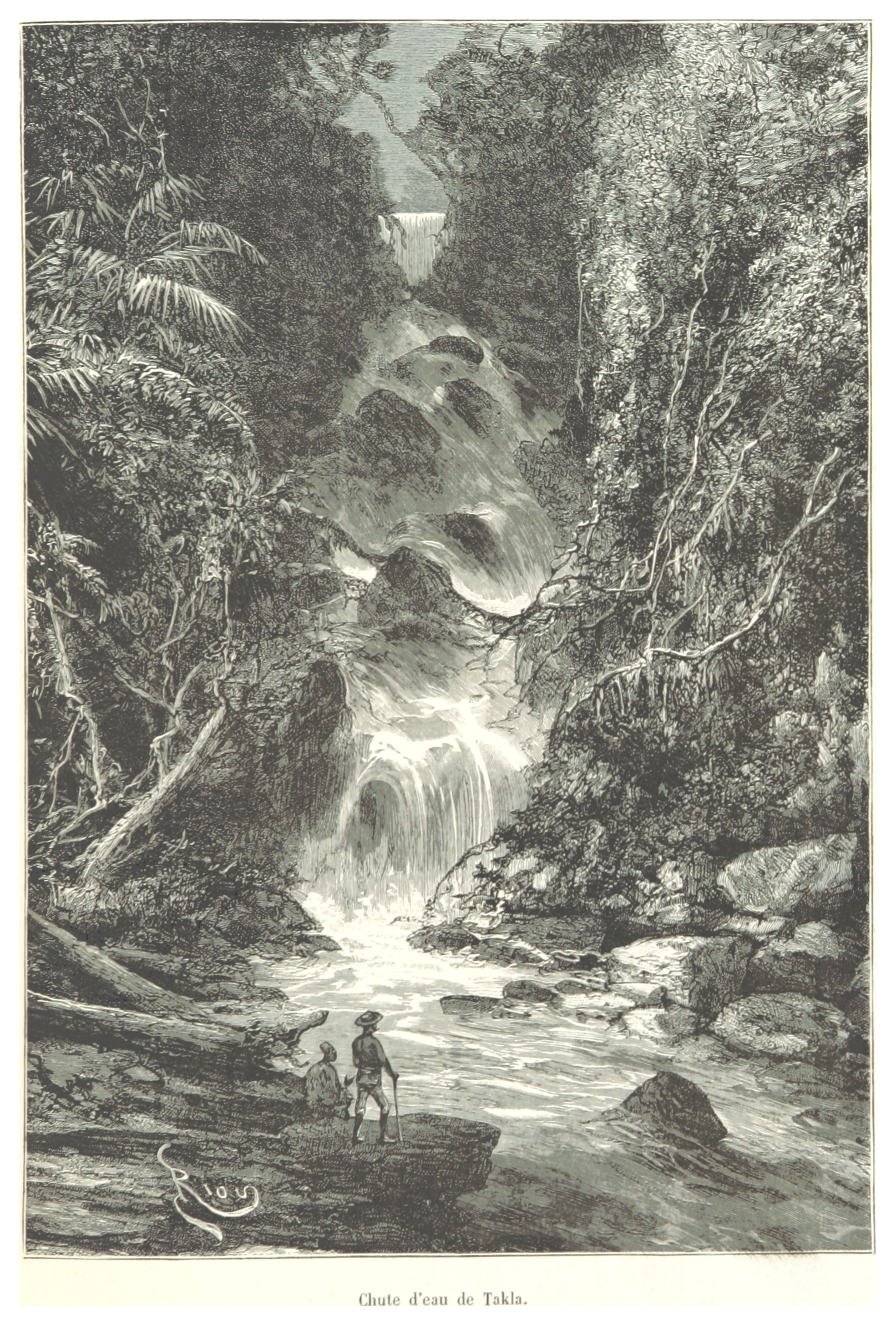
Chute d'eau de Takla à Kintampo (Binger, p. 147)